# Pinellas megye
Pinellas megye az Amerikai Egyesült Államokban, azon belül Florida államban található. Megyeszékhelye Clearwater, legnagyobb városa St. Petersburg. Lakosainak száma 959 107 fő (2020. április 1.). Pinellas megye Pasco és Hillsborough megyékkel határos.

## Népesség
A megye népességének változása:
| Lakosok száma | 916 511 | 917 611 | 921 573 | 929 048 | 949 827 | 959 107 |
|               | 2010    | 2011    | 2012    | 2013    | 2015    | 2020    |